# Марњијер (Долина Аосте)
Марњијер је насеље у Италији у округу Долина Аосте, региону Долина Аосте.
Према процени из 2011. у насељу је живело 54 становника. Насеље се налази на надморској висини од 613 м.